# Аравийский астрильд
Аравийский астрильд (лат. Estrilda rufibarba) — очень социальный вид астрильдов, обитающий в Йемене и на юго-западе Саудовской Аравии. По оценкам, глобальная протяженность его распространения составляет от 20 000 до 50 000 км².

## Распространение
Аравийский астрильд обычно встречается на более влажных землях южных предгорий Тихамы и террасированных склонов, а также вади западных откосов в Йемене. Его также можно найти вдоль южного побережья Йемена к востоку от Вади-эль-Джара и в интенсивно орошаемых сельскохозяйственных районах Вади-Хадрамавт между Шибамом и Таримом, обычно с густым покровом деревьев и кустарников. Высота его обитания составляет примерно от 250 до 2500 м над уровнем моря . Этот вид стал тесно ассоциироваться с регулярно орошаемыми сельскохозяйственными угодьями (особенно с выращиванием зерновых) из-за доступности питьевой воды. Современные методы орошения увеличили урожайность сельскохозяйственных культур, но они также разрушили некоторые традиционные участки из-за сжигания и изменения земледелия, а также поставили под угрозу виды, которым требуется густая прибрежная растительность для совместного проживания.

## Описание
Преимущественно серый с вымытой бахромой внизу и тонкой полосой по всему телу, а также малиновой маской на глазу, чёрными хвостом и крестцом. Клюв черный, но в период размножения у него красное основание. Самка внизу темнее самца, с более тусклой маской на глазах. Молодь более коричневая, менее полосатая и имеет тёмную маску на глазах. Довольно распространенный обитатель речных кустарников, зарослей на склонах холмов, прибрежной растительности и полей сельскохозяйственных культур; обычно кормится парами и стаями. Часто издаёт носовой звук «дзит» вместе с другими и громко жужжит. Обитает лишь на Аравийском полуострове.
. Длина тела достигает 10 см, вес - 8,5 г. В кладке 4-5 яиц.